# Powiat Kusel
Powiat Kusel (niem. Landkreis Kusel) – powiat w niemieckim kraju związkowym Nadrenia-Palatynat. Siedzibą powiatu jest miasto Kusel.

## Podział administracyjny
Powiat Kusel składa się z:
- trzech gmin związkowych (Verbandsgemeinde)

Gminy związkowe:
| Lp. | Nazwa gminy związkowej | Ludność (31 grudnia 2018) | Powierzchnia km² | Liczba gmin |
| --- | ---------------------- | ------------------------- | ---------------- | ----------- |
| 1   | Kusel-Altenglan        | 23.123                    | 179,54           | 34          |
| 2   | Lauterecken-Wolfstein  | 18.220                    | 237,81           | 41          |
| 3   | Oberes Glantal         | 29.183                    | 155,95           | 23          |